# Guillonea scabra
Guillonea scabra là một loài thực vật có hoa trong họ Hoa tán. Loài này được (Cav.) Coss. mô tả khoa học đầu tiên năm 1851.